# Parameci
Els paramecis (Paramecium) són uns organismes microscòpics ciliats amb forma de sola de sabata, habituals en aigües dolces estancades amb abundant matèria orgànica, com bassals i estancs. Són probablement els eucariotes unicel·lulars més coneguts i segur que els protozous ciliats més estudiats per la ciència. La mida de les espècies sol rondar els 0,05 mil·límetres pel que calen microscopis per observar-los amb nitidesa.
Estan mancats de flagels, però els cilis són molt abundants i recobreixen tota la superfície. Els correspon proporcionar moviment a l'organisme sent utilitzats com rems. La membrana externa absorbeix i expulsa regularment l'aigua de l'exterior amb la fi de controlar l'osmoregulació, procés dirigit per dos vacúols contràctils.
De la seva ultraestructura destaca el citostoma, una espècie d'invaginació situada al llarg del parameci que empra per a la captura d'aliment, format per partícules orgàniques flotants i microorganismes menors. El citostoma condueix a una citofaringe abans que l'aliment passi a l'interior d'aquest protozou. Altres orgànuls de fàcil observació són el típic nucli eucariota, situat junt a un "micronucli" en el centre del parameci, i les vaquoles digestives, que digereixen constantment l'aliment capturat. Les desfetes s'expulsen per exocitosi, mitjançant vacúols de secreció que s'originen a partir de les digestives.
S'alimenta de bacteris i altres microorganismes. Té una boca en forma de ranura.
Com molts altres microorganismes, els paramecis es reprodueixen asexualment per bipartició.

## Taxonomia
Es reconeixen 14 espècies dintre del gènere Paramecium:
- P. aurelia Ehrenberg, 1838
- P. bursaria Ehrenberg & Focker, 1836
- P. calkinsi Woodruff, 1921
- P. caudatum Ehrenberg, 1838
- P. duboscqui Chatton & Brachon, 1933
- P. jenningsi Diller & Earl, 1958
- P. multimicronucleatum Powers & Mitchell, 1910
- P. nephridiatum von Gelei, 1925
- P. polycaryum Woodruff, 1923
- P. putrinum Claparede & Lachmann, 1858
- P. trichium Stokes, 1885
- P. woodruffi Wenrich, 1928